# Office français d'information
Pour les articles homonymes, voir OFI.
L’Office français d’information (OFI) était l’agence de presse contrôlée par le gouvernement de Vichy pendant l'occupation allemande. Il ne faut pas le confondre avec l'Office français d'information aux États-Unis (French Information Office) créé en 1935 et rallié à la France libre en 1940 sous le nom de services d'information de la France libre, dirigé par Robert Valeur (d).

## Histoire
L'OFI a été créé le 10 décembre 1940 après la nationalisation, par l’État français, de la branche information de l’agence Havas. Basé d'abord en zone libre (à Vichy pour la direction et à Clermont-Ferrand pour la rédaction), l’OFI sera rapatrié à Paris, place de la Bourse, à partir de 1942.
De 1941 à 1943, l'OFI est dirigé par Pierre Dominique.
L’OFI collabore étroitement avec l’Agence française d'information de presse (AFIP), créée par les autorités d'occupation avec les fonds de la Propaganda Staffel et qui était le relais de l'agence officielle d'information du Reich (Deutsches Nachrichtenbüro). L'AFIP passa en 1942 un accord avec l'OFI, qui fut officialisé en décembre 1943 par la nomination de Jean Fontenoy comme directeur adjoint de l'OFI.
Une partie des journalistes de l’agence Havas, opposés à la collaboration, ont créé de leur côté, à Londres, l’Agence française de presse en août 1940, puis en Afrique du Nord l’Agence France-Afrique en 1942. La Résistance intérieure française constitue quant à elle une agence clandestine, l’Agence d’information et de documentation (AID).
La suppression de l’OFI est décidée par la loi du 9 avril 1944. Lors de l’insurrection parisienne du 20 août 1944, des journalistes résistants, dont Gilles Martinet, s’emparent des bureaux de l’OFI et proclament la création de l’Agence française de presse, qui devient l’agence France-Presse le 30 septembre 1944.